# El Progreso (Yoro)
El Progreso é uma cidade de Honduras localizada no departamento de Yoro.